# Aeroportul Tunta
Aeroportul Tunta (IATA: KBN, ICAO: FZWT) este un aeroport din Kasaï Oriental (fostă provincie), Republica Democratică Congo ce deservește zona Kabinda.
Situat la o altitudine de 843 m, aeroportul dispune de 1 pistă.

## Infrastructură

### Piste
Aeroportul dispune de o singură pistă. Pista are orientarea 27/7. 